# Theo Pinson
Theophilus Alphonso „Theo” Pinson (ur. 5 listopada 1995 w Greensboro) – amerykański koszykarz, występujący na pozycjach rzucającego obrońcy lub niskiego skrzydłowego.
W 2012 i 2013 zdobył złoty medal podczas turnieju Adidas Nations, w 2013 został uznany MVP turnieju.
W 2013 zdobył srebrny, a w 2012 brązowy medal podczas Nike Global Challenge, w obu przypadkach został zaliczony do I składu turnieju.
W 2014 wystąpił w trzech meczach wschodzących gwiazd – McDonald’s All-American, Jordan Classic, Nike Hoop Summit. Został też wybrany najlepszy zawodnikiem szkół średnich stanu Karolina Północna (North Carolina Mr. Basketball). Zaliczono go także do III składu USA Today’s All-USA.
26 czerwca 2020 dołączył do New York Knicks. 29 listopada podpisał kolejną umowę z tym klubem na występy zarówno w NBA, jak i G-League. 22 września 2021 został zawodnikiem Boston Celtics. 16 października 2021 opuścił klub. 20 grudnia 2021 zawarł 10-dniowy kontrakt z Dallas Mavericks. 10 stycznia 2022 podpisał kolejną umowę z Mavericks na występy w NBA i zespole G-League Texas Legends.

## Osiągnięcia
Stan na 9 października 2023, na podstawie, o ile nie zaznaczono inaczej.
NCAA
- Mistrz NCAA (2017)
- Wicemistrz NCAA (2016)
- Uczestnik rozgrywek:
  - Sweet 16 turnieju NCAA (2015–2017)
  - turnieju NCAA (2015–2018)
- Zaliczony do:
  - I składu:
    - turnieju ACC (2018)
    - honorable mention ACC (2018)

Indywidualne
- Zaliczony do:
  - I składu debiutantów G-League (2019)[9]
  - II składu G-League (2019)[9]

Reprezentacja
- Mistrz Ameryki U–16 (2011)